# Dahala Khagrabari

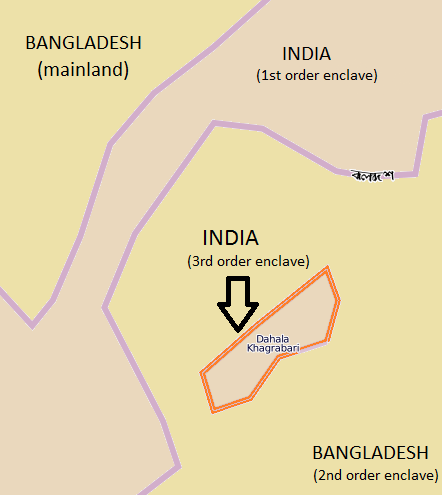
Dahala Khagrabari, de enige derderangs enclave ter wereld

Dahala Khagrabari #51 was een Indiase enclave, die behoort tot het district Cooch Behar in de deelstaat West-Bengalen. Het was de enige derdegraads enclave (counter-counter enclave) ter wereld tot 6 mei 2015.

## Derdegraads enclave
In de grensstreek tussen Bangladesh en India bevinden zich de Cooch Behar-enclaves. Binnen het grondgebied van Bangladesh liggen 106 Indiase enclaves, terwijl er in India 92 Bengaalse enclaves liggen. Dahala Khagrabari #51 wordt omringd door het Bengaalse dorp Upanchowki Bhajni #110. Dit Bengaalse dorp wordt omringd door het Indiase dorp Balapara Khagrabari. Dit Indiase dorp bevindt zich weer in de Rangpur Division in Bangladesh. In Bangladesh ligt dus een Indiase enclave, met daarin een Bengaalse enclave met daarin weer een Indiase enclave. Dit maakt Dahala Khagrabari # 51 de enige derdegraads enclave ter wereld.

## Technische gegevens
Met zijn oppervlakte van 7.000 m² (0,7 ha) is Dahala Khagrabari #51 een van de kleinste, doch niet de allerkleinste, enclave in deze grensstreek. Panisala #79, een Indiase enclave in de Rangpur Division van Bangladesh, is met 1.090 m² (0,1 ha) nog beduidend kleiner. De eigenaar van de enclave is een Bengaalse boer die woonachtig is in Upanchowki Bhajni, de enclave die Dahala Khagrabari #51 omsluit.

## Recente ontwikkelingen
India en Bangladesh zij beide niet tevreden met het grote aantal enclaves in de grensstreek, die lastig te besturen zijn en waarvan de inwoners een lastige status hebben. In 2011 hebben beide regeringen daarom aangekondigd voornemens te zijn 162 van de enclaves onderling uit te ruilen, waarbij de inwoners van de enclaves de mogelijkheid krijgen om zelf hun nationaliteit te kiezen. Op 6 mei 2015 heeft India de Land Boundary Agreement geratificeerd en ermee ingestemd de enclave aan Bangladesh af te staan.

## Schematische weergave van de enclave
| 21 counter-enclaves van Bangladesh (2,1 km²) \| Dahala Khagrabari: counter-counter enclave van India (0,007 km²) \| |
| Dahala Khagrabari: counter-counter enclave van India (0,007 km²)                                                    |

| Dahala Khagrabari: counter-counter enclave van India (0,007 km²) |

| 21 counter-enclaves van Bangladesh (2,1 km²) \| Dahala Khagrabari: counter-counter enclave van India (0,007 km²) \| |
| Dahala Khagrabari: counter-counter enclave van India (0,007 km²)                                                    |

| Dahala Khagrabari: counter-counter enclave van India (0,007 km²) |

| 21 counter-enclaves van Bangladesh (2,1 km²) \| Dahala Khagrabari: counter-counter enclave van India (0,007 km²) \| |
| Dahala Khagrabari: counter-counter enclave van India (0,007 km²)                                                    |

| Dahala Khagrabari: counter-counter enclave van India (0,007 km²) |

| 21 counter-enclaves van Bangladesh (2,1 km²) \| Dahala Khagrabari: counter-counter enclave van India (0,007 km²) \| |
| Dahala Khagrabari: counter-counter enclave van India (0,007 km²)                                                    |

| Dahala Khagrabari: counter-counter enclave van India (0,007 km²) |